# Cadusafos
Cadusafos ist ein Gemisch von drei isomeren chemischen Verbindungen aus der Gruppe der Thiophosphorsäureester.

## Gewinnung und Darstellung
Cadusafos kann durch Reaktion von Phosphoroxychlorid mit Ethanol und 2-Butylmercaptan gewonnen werden.

## Eigenschaften
Cadusafos ist eine farblose bis gelbliche Flüssigkeit, die gering löslich in Wasser ist. Ab 208 °C zersetzt sie sich und ist in Lösung bei einem pH-Wert von 5 und 7 stabil. Bei einem pH-Wert von 9 beträgt die experimentelle Halbwertszeit 179 Tage.

## Verwendung
Cadusafos wird als Nematizid verwendet. In den USA und Lateinamerika war es zum Einsatz bei Bananen und Kartoffeln zugelassen.
Die Wirkung beruht auf der Hemmung der Acetylcholinesterase.

## Zulassung
In der EU ist Cadusafos nicht als Wirkstoff von Pflanzenschutzmitteln zugelassen.
In Deutschland, Österreich und der Schweiz sind keine Pflanzenschutzmittel mit diesem Wirkstoff zugelassen.